# Amelia Dyer
Amelia Elizabeth Dyer (Bristol, 1837 – Londen, 10 juni 1896) was een Britse verpleegkundige, vroedvrouw en kindermoordenares. Ze heeft zich ongeveer dertig jaar lang voor kunnen doen als een bonafide opvangplek voor kinderen van ongetrouwde moeders.
Dyer staat op gelijke voet met de meest bekende Britse seriemoordenaar Harold Shipman, aan wie 250 moorden toegeschreven worden.

## Biografie
Dyer groeide op als voornaamste verzorgster van haar psychisch zieke moeder. Als volwassene volgde zij een opleiding tot verpleegkundige en vroedvrouw. Ze werd in 1869 weduwe en moest daarna voor zichzelf een inkomen zien te gaan verzorgen. Ze werd een baby farmer en verdiende daar goed mee. Ze verhuisde van Bristol naar Caversham in Reading.

### Achtergrond
Omdat in Victoriaans Engeland ongetrouwde moeders met de nek aangekeken werden, waren er verschillende instellingen en particulieren die de baby’s adopteerden, zogenaamde baby farms. Deze bedrijven, of adoptieouders, namen de kinderen op en beloofden de moeders die afstand deden een toekomst voor het kind. Deze bedrijven konden ontstaan doordat effectieve voorbehoedsmiddelen nog niet bestonden en er dus een stigma zat op buitenechtelijke kinderen. Een abortus was ook mogelijk, maar dat was illegaal en levensgevaarlijk voor de moeder. Als de abortus al goed verliep, was er nog altijd het risico dat de vrouw gearresteerd werd en in de gevangenis terecht kwam. De vaders waren bijna nooit in beeld, zeker bij buitenechtelijke kinderen niet. Volgens de Poor Law Amendment Act van 1834 waren vaders van buitenechtelijke kinderen niet verplicht om op welke wijze dan ook voor het kind te zorgen. Ook de staat was niet van zins te helpen in het onderhoud en het kind te vondeling leggen was ook illegaal, dit zou gegarandeerd een gevangenisstraf opleveren. Het kind zelf vermoorden zou op de doodstraf voor de moeder uitlopen. Louisa Masset was aan het begin van de 20e eeuw zelfs de eerste vrouw in het Verenigd Koninkrijk die vanwege het vermoorden van haar buitenechtelijke zoon geëxecuteerd werd.
De enige optie als de vrouw het kind niet zelf kon of wilde opvoeden, was dus afstand doen bij een vrouw of gezin dat het kind wel zei te willen verzorgen en van een toekomst te voorzien. Niet altijd was dit een gelukkige toekomst. In het geval dat een baby vermist raakte, gebeurde dit vaak zonder consequenties, omdat de moeder zelden aangifte deed vanwege schaamte en het maatschappelijke stigma. Baby- en kindersterfte kwam ook veel voor. Amelia Dyer was een van de particulieren, zij adverteerde in kranten met de tekst: Married couple with no family would adopt healthy child, nice country home. Terms – £10. De moeders moesten dus voor de adoptie betalen. Als Dyer het kind kwam halen, was het bedrag dat betaald moest worden hoger. Als ze helemaal naar Liverpool of Plymouth moest reizen, dan kon het bedrag oplopen tot £80 (anno 2022 vergelijkbaar met £8.000). In plaats van dat Dyer de kinderen overdroeg aan wensouders of de kinderen zelf ging opvoeden, hield zij het geld en doodde het kind. Dit kon binnen enkele uren zijn, maar het kon ook dagen duren. Ze gebruikte verschillende methodes, waaronder versterving, verwurging en vergiftiging met "Moeders Vriend", een brouwsel van opiaten.

### Moorden
Dyer opende in de jaren 1860 een speciaal huis in Totterdown, een wijk van Bristol, waar zij voor een toelage zwangere vrouwen opving. De vrouwen waren dan zover in hun zwangerschap dat zij dit niet meer konden verhullen. Sommige van deze vrouwen vroegen na hun bevalling of Dyer de baby kon verstikken, want de schouwarts kon toen nog niet zien of de baby gezond ter wereld was gekomen of dat er sprake was van een doodgeboorte.
De eerste keer dat Dyer in de problemen kwam, was doordat zij wel erg veel overlijdens van kinderen meldde bij de lijkschouwer. Ze werd veroordeeld tot een half jaar zware arbeid vanwege verwaarlozing. Nadat ze haar straf had uitgezeten, keerde ze terug naar haar oude leven. Ze verhuisde in 1895 naar Reading. Ze nam opnieuw kinderen in haar huis op, maar bij een overlijden liet ze niet langer de lijkschouwer komen, maar dumpte ze het lichaam in de Theems. Ze bond een lint of papier om de nek.
Bij een baby’tje dat ook papier om het lichaam had, werden aanwijzingen gevonden dat het weer om Dyer ging. Op 30 maart 1896 viste iemand een in bruin papier verpakt pakketje uit de Theems. In dit pakketje bevond zich het lichaampje van Helena Fry. Een lint met witte rand was om haar nek gebonden. James Beattie was de dienstdoende agent die de verpakking onderzocht en hij vond een gedeeltelijk verlopen adres op de op 25 oktober 1895 gestempelde verpakking, maar het was nog leesbaar genoeg: 26 Piggott’s Road, Caversham. Het pakketje was gericht aan mrs. Thomas, de familienaam van de man van Dyer. De verpakking bevindt zich anno 2022 in het Police Museum. Bij het adres aangekomen kreeg Beattie te horen dat Dyer inmiddels verhuisd was naar Kensington Road in Reading. Hij ging zelf naar de nieuwe woning van Dyer en vond daar stapels babykleding en wit gerand lint dat identiek was aan dat wat om de nek van baby Fry was gevonden. In het huis werden ook vaccinatiepapieren, overdrachtspapieren en lommerdbriefjes gevonden. Er werden ook bonnen van krantenadvertenties gevonden, waaruit bleek dat Dyer jarenlang onder verschillende aliassen had gewerkt, waaronder Harding en Smith. Dyer gaf zelf in een verhoor aan dat het lint moest aangeven dat het een van haar kinderen was. Op 3 april, 4 dagen na de vondst van baby Fry, werd Amelia Dyer kindermoord ten laste gelegd.
De dag nadat Helena Fry werd gevonden, adopteerde Dyer nog een meisje van vier maanden. Doris was de dochter van Evelina Marmon, een 23-jarige barvrouw, die een afspraak had met Mrs Harding, een van de aliassen van Dyer. Een dag na Doris werd Harry Simmons bij Dyer gebracht. Hun twee lichamen werden op 10 april in de Theems gevonden.

### Tweede veroordeling
Na de tenlastelegging werden er nog zes lichamen van baby’s gevonden in de Theems en de Kennett. Alle lichamen hadden hetzelfde soort lint om hun nek. Ook in Clappers Pond werd een pakketje gevonden, ditmaal door Det. Con. Anderson. Het bewijs dat hij heeft aangevoerd heeft hij later mee naar huis genomen. Zijn nabestaanden vonden het op zolder terug en gaven het aan het Police Museum.
Dyer werd voorgeleid in de Old Bailey. De tenlastelegging was moord op Doris Marmon. Mocht zij hiervan vrijgesproken worden, dan lag er ook nog de zaak van Harry Simmons en de zaak van Helena Fry. Alle moorden werden behandeld als aparte zaken. Dyer pleitte dat zij gek was, want ze was eerder ook opgenomen in een gesticht in Bristol. De aanklager gaf aan dat haar verklaring niets meer was dan een truc om veroordeling te voorkomen. De jury had slechts vijf minuten nodig om tot een oordeel te komen. Ze werd op 22 mei dat jaar vanwege de moord op Helen Fry veroordeeld tot de doodstraf. Enkele weken later, op 10 juni werd ze aan de galg in de gevangenis New Gate opgehangen.

### Honderden baby’s
Hoeveel moorden ze gepleegd heeft en hoeveel kinderen ze heeft laten versterven is niet bekend. Het gaat in totaal vermoedelijk wel om honderden baby’s. Mogelijk tussen de 200 en 400. Ze is dertig jaar actief geweest en in die periode hebben buren haar tot soms wel zes baby’s per dag op zien nemen. De politie in Reading vond bewijs dat ze ten minste vijftien baby's in haar huis had opgenomen. Ze heeft daar slechts negen maanden verbleven.
Door Dyer werden wel officiële weeshuizen opgericht, waar ongewenst zwangere vrouwen hun kinderen konden achterlaten. De London Society for the Prevention of Cruelty to Children werd in 1884 opgericht en kreeg door toedoen van Dyer een duw in de goede richting. In 1899 werd deze omgedoopt tot de National Society for the Prevention of Cruelty to Children. De organisatie had toen ook al takken buiten Londen. Na de moorden werden ook meer wetten aangaande de bescherming en zorg van kinderen geschreven. Inwoners van Reading hebben na de veroordeling houten kruisjes uit de balustrade van de Clappersbrug gesneden. Door de moorden gepleegd door Dyer en andere baby farmers, werd het probleem van kinderdoding in het Groot-Brittannië van de 19e eeuw ook duidelijk.

## Jack the Ripper
Ten tijde van de moorden was ook Jack the Ripper actief. Dyer werd enige tijd genoemd als mogelijke verdachte van de door hem gepleegde moorden, zij zou hebben getracht abortus te plegen bij de vermoorde vrouwen. Omdat er geen bewijs was dat zij betrokken kon zijn, werd zij al snel afgeschreven als verdachte.